# May Wilson Preston

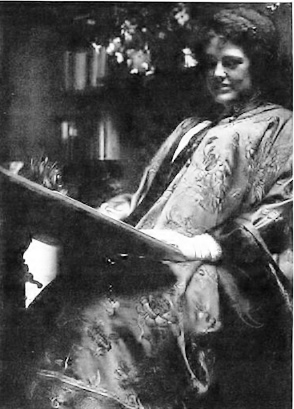
May Wilson Preston, 1910

May Wilson Preston (* 11. August 1873 in New York City; † 18. Mai 1949 in East Hampton (New York)) war eine US-amerikanische Malerin, Illustratorin und Frauenrechtlerin.

## Leben
May Wilson war das einzige Kind von John J. Wilson und Ann Taylor Wilson. Bereits 1889 beteiligte sich May an der Gründung des Woman’s Art Club of New York. Im selben Jahr schickten die Eltern ihre Tochter auf das Oberlin College. May, die Malerin werden wollte, setzte sich gegen die Eltern durch; brach 1892 das Studium ab und studierte bis 1897 Malerei an der Art Students League of New York bei William Merritt Chase, Robert Henri, John French Sloan und John Henry Twachtman. In Paris bildete sie sich ab 1899 bei James McNeill Whistler weiter. Nach einem Jahr wieder daheim, setzte sie ihre Studien erneut bei Chase, diesmal an der Parsons School of Design, fort und lernte dort die Malerin Edith Dimock (1876–1955) kennen. 
May hatte 1898 Thomas Henry Watkins geheiratet. Nachdem dieser schon 1900 verstorben war, verdiente sie sich ihren Lebensunterhalt mit Zeichnungen für Magazine – zum Beispiel ab 1901 für Harper’s Bazaar. Später veröffentlichte sie auch in der Saturday Evening Post, dem  Woman's Home Companion, dem  Frauenmagazin The Delineator und in McClure’s Magazine. Zusammen mit der Kunststudentin Lou Seyme wurden Edith Dimok und May im Manhattaner Sherwood Studio Building als die Sherwood Sisters bekannt. In dem Studio lernten sich May und ihr Berufskollege James Moore Preston (1873–1962) kennen. Sie heirateten 1903.
Edith Dimock hatte 1904 William Glackens, einen der acht Gründer der Ashcan School, geheiratet. Die beiden Paare Glackens und Preston reisten gemeinsam nach Europa. 
1935 ließen sich die Prestons in East Hampton nieder. Die Ehe blieb kinderlos.
Reputation

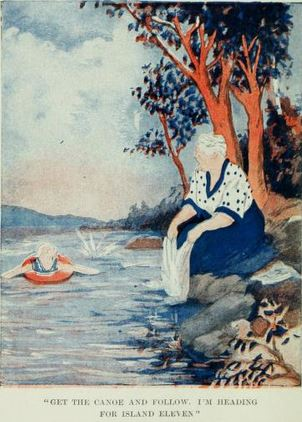
May Wilson Preston 1916: Frontispiz in Mary Roberts Rineharts Buch Tish

May Preston, die ihre Werke 1913 auf der Armory Show ausgestellt hatte, galt als New Yorker Prominente. 1914 hatte sie in der wöchentlich in den Kinos gezeigten Stummfilmserie Our Mutual Girl einen Cameoauftritt in der 50. Episode. May Preston war eine der ersten Frauen, die bereits 1904 Mitglied der Society of Illustrators  wurde. Neben Elizabeth Shippen Green, Jessie Willcox Smith und Violet Oakley galt sie bis 1939 in den Vereinigten Staaten als eine der besten Illustratorinnen. Zudem zählte sie zusammen mit Nina E. Allender und Rose O’Neill zu jenen bedeutenden Frauen, die sich mit ihrer Kunst für das Frauenwahlrecht einsetzten. May Preston arbeitete in der League of Women Voters mit. Ihre Arbeit als  Malerin und Illustratorin musste May Preston schließlich einer Hautkrankheit wegen einstellen.

## Anmerkung
1. ↑  Society of Illustrators Mitgliedschaft

| Personendaten    | Personendaten                                                |
| ---------------- | ------------------------------------------------------------ |
| NAME             | Preston, May Wilson                                          |
| ALTERNATIVNAMEN  | Watkins, May Wilson; Wilson, Mary (Geburtsname)              |
| KURZBESCHREIBUNG | US-amerikanische Malerin, Illustratorin und Frauenrechtlerin |
| GEBURTSDATUM     | 11. August 1873                                              |
| GEBURTSORT       | New York City                                                |
| STERBEDATUM      | 18. Mai 1949                                                 |
| STERBEORT        | East Hampton (New York)                                      |